# Wonosobo (Regierungsbezirk)

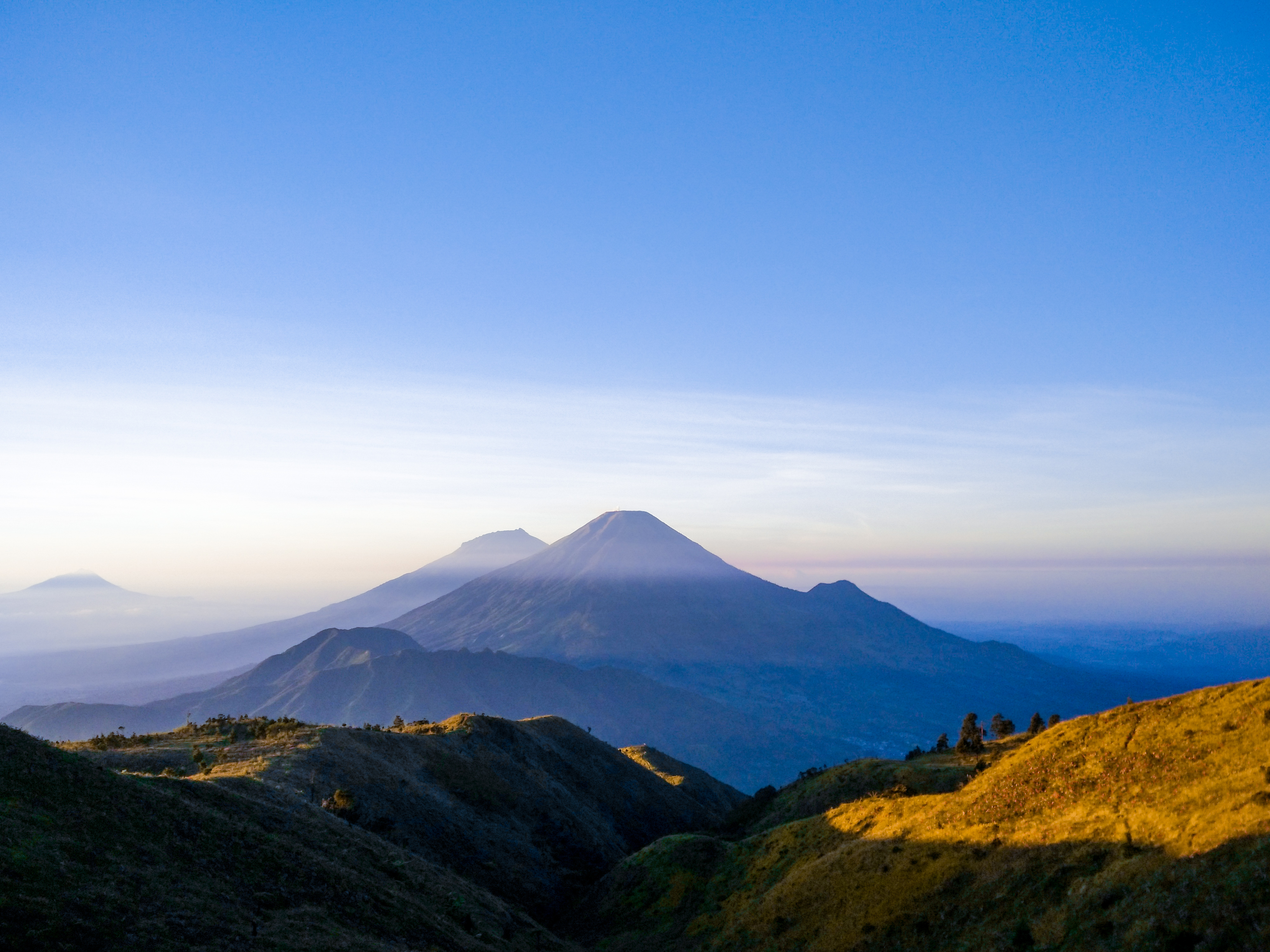
Blick vom Prau Wonosobo auf die Sinoro-Spalte

Wonosobo ist ein indonesischer Regierungsbezirk (Kabupaten) in der Provinz Jawa Tengah, im Zentrum der Insel Java. Mitte 202 leben hier mehr als 0,9 Millionen Menschen. Hauptstadt und Regierungssitz des Verwaltungsdistrikts ist die Stadt Wonosobo.
Das Wort „Wonosobo“ ist vom javanischen Wanasaba abgeleitet, das wiederum von dem Sanskrit-Wort Vanasabhā stammt. Wörtlich bedeutet es „der Versammlungsort im Wald“.

## Geografie

### Lage
Der Regierungsbezirk Wonosobo liegt auf dem vulkanischen Dieng-Plateau. Er ist landumschlossen. Die Vulkane Sundoro und Sumbing erheben sich an der Grenze zum Regierungsbezirk Temanggung. Der Bezirk erstreckt sich zwischen 7°11′ und 7°36′ s. Br. sowie zwischen 109°43′ und 110°04′ ö. L. Er hat den Kabupaten Banjarnegara im Nordwesten, Temanggung im Nordosten, Magelang im Südosten, Purworejo im Süden und Kebumen im Südwesten als Nachbarn.

## Verwaltungsgliederung
Der Regierungsbezirk wird administrativ in 15 Kecamatan (Distrikte) unterteilt. Eine weitere Unterteilung erfolgt in 265 Dörfer (davon 29 Kelurahan mit urbanem Charakter). Eine weitere Gliederung erfolgt in 1.751 n Rukun Warga (RW, Weiler). 6.641 Rukun Tetangga (RT, Nachbarschaften) und 965 Dusun.
| Code 1   | Kecamatan Distrikt | Ibu Kota Verwaltungssitz | Fläche (km²) | Einwohner Census 2010 2 | Volkszählung 2020 | Volkszählung 2020 | Volkszählung 2020 | Anzahl der | Anzahl der |
| Code 1   | Kecamatan Distrikt | Ibu Kota Verwaltungssitz | Fläche (km²) | Einwohner Census 2010 2 | Einwohner 3       | 0Dichte 40        | Sex Ratio 5       | Desa 6     | Kel. 7     |
| -------- | ------------------ | ------------------------ | ------------ | ----------------------- | ----------------- | ----------------- | ----------------- | ---------- | ---------- |
| 33.07.01 | Wadaslintang       | Wadaslintang             | 127,16       | 51.402                  | 60.502            | 475,8             | 102,3             | 16         | 1          |
| 33.07.02 | Kepil              | Kepil                    | 93,87        | 56.184                  | 64.478            | 686,9             | 104,7             | 20         | 1          |
| 33.07.03 | Sapuran            | Sapuram                  | 77,72        | 53.845                  | 61.209            | 787,6             | 104,6             | 16         | 1          |
| 33.07.15 | Kalibawang         | Karangsambung            | 47,82        | 22.269                  | 27.101            | 566,7             | 106,1             | 8          | –          |
| 33.07.04 | Kaliwiro           | Kaliwiro                 | 100,08       | 43.978                  | 51.824            | 517,8             | 101,9             | 20         | 1          |
| 33.07.05 | Leksono            | Leksono                  | 44,07        | 39.159                  | 46.186            | 1.048,0           | 101,1             | 13         | 1          |
| 33.07.14 | Sukoharjo          | Sukoharjo                | 54,29        | 31.228                  | 35.459            | 653,1             | 104,8             | 17         | –          |
| 33.07.06 | Selomerto          | Selomerto                | 39,71        | 44.849                  | 53.516            | 1.347,7           | 101,4             | 22         | 2          |
| 33.07.07 | Kalikajar          | Kalikajar                | 83,30        | 57.476                  | 70.302            | 844,0             | 104,9             | 18         | 1          |
| 33.07.08 | Kertek             | Kertek                   | 62,14        | 76.386                  | 90.207            | 1.451,7           | 104,0             | 19         | 2          |
| 33.07.09 | Wonosobo           | Jaraksari                | 32,38        | 82.488                  | 91.909            | 2.838,5           | 102,4             | 7          | 13         |
| 33.07.10 | Watumalang         | Wonoroto                 | 68,23        | 48.569                  | 55.765            | 817,3             | 104,2             | 15         | 1          |
| 33.07.11 | Mojotengah         | Kalibeber                | 45,07        | 58.163                  | 67.481            | 1.497,3           | 105,3             | 16         | 3          |
| 33.07.12 | Garung             | Garung                   | 51,22        | 47.954                  | 56.988            | 1.112,6           | 106,7             | 14         | 1          |
| 33.07.13 | Kejajar            | Kejajar                  | 57,62        | 40.933                  | 46.197            | 801,8             | 107,2             | 15         | 1          |
| 33.07    | Kab. Wonosobo      | Wonosobo                 | 984,68       | 754.883                 | 879.124           | 892,8             | 104,0             | 236        | 29         |

## Demographie
Zur Volkszählung im September 2020 lebten im Kabupaten Wonosobo 879.124 Menschen, davon 430.972 Frauen (49,21 %) und 448.152 Männer. Gegenüber dem letzten Census (2010) sank der Frauenanteil um 0,19 Prozent. 69,63 % (612.147) gehörten 2020 zur erwerbsfähigen Bevölkerung; 22,83 % waren Kinder (bis 14 Jahre) und 7,54 % waren im Rentenalter (ab 65 Jahren).
Mitte 2022 bekannten sich 98,97 Prozent der Einwohner zum Islam, Christen waren mit 0,94 % (5.255 ev.-luth. / 3.368 röm.-kath.) vertreten, 0,06 % waren Buddhisten und 0,02 % Hindus. Zur gleichen Zeit waren von der Gesamtbevölkerung 40,17 % ledig; 53,81 % verheiratet; 2,29 % geschieden und 4,23 % verwitwet.

### Bevölkerungsentwicklung
| SP/SUPAS      | 1971         | 1980         | 1990         | 1995         | 2000         | 2005         | 2010         | 2015         | 2020         |
| ------------- | ------------ | ------------ | ------------ | ------------ | ------------ | ------------ | ------------ | ------------ | ------------ |
| Kab. Wonosobo | 517.216      | 599.622      | 665.551      | 684.565      | 739.648      | 747.984      | 754.883      | 776.847      | 879.124      |
| Anteil in %   | 2,36 %       | 2,36 %       | 2,33 %       | 2,19 %       | 2,49 %       | 2,31 %       | 2,07 %       | 2,30 %       | 2,39 %       |
| Jawa Tengah   | .21.877.081. | .25.372.889. | .28.521.692. | .31.223.258. | .29.653.266. | .32.382.657. | .36.516.035. | .33.753.023. | .36.742.501. |

| Rang unter den 29 Kabupaten der Provinz (06/2022) | Rang unter den 29 Kabupaten der Provinz (06/2022) |
| ------------------------------------------------- | ------------------------------------------------- |
| Fläche                                            | 00017                                             |
| Einwohnerzahl                                     | 00022                                             |
| Dichte                                            | 00022                                             |

- Bevölkerungsentwicklung des Kabupaten Wonosobo von 1971 bis 2020
- Ergebnisse der Volkszählungen Nr. 3 bis 8 – Sensus Penduduk (SP)
- Ergebnisse von drei intercensalen Bevölkerungsübersichten (1995, 2005, 2015) – Survei Penduduk Antar Sensus (SUPAS)[6]